# Jan Meysztowicz
Jan Meysztowicz (ur. 22 marca 1910 w Rohoźnicy, zm. 7 lutego 1997 w Warszawie) – polski prawnik, członek Trybunału Stanu, prozaik oraz tłumacz literatury anglosaskiej.

## Życiorys
Ukończył studia na Wydziale Prawa Uniwersytetu Jagiellońskiego. W latach 1932–1939 pełnił funkcję urzędnika MSZ na placówkach we Francji, w Szwajcarii i na Węgrzech.
W latach 1939–1945 służył w Polskich Siłach Zbrojnych. W 1940 ukończył Szkołę Podchorążych Rezerwy Piechoty. W stopniu kaprala podchorążego został przydzielony do plutonu zwiadu motocyklowego kompanii sztabowej Samodzielnej Brygady Strzelców Podhalańskich. W szeregach strzelców podhalańskich wziął udział w kampanii norweskiej, a następnie francuskiej. Walczył w bitwie o Narwik (1940). W Wielkiej Brytanii pełnił służbę w 2 batalionie strzelców.
W latach 1945–1946 był konsulem w Dublinie. Od 1946 przebywał w Warszawie. Był redaktorem tygodnika w Spółdzielni Wydawniczej „Czytelnik”, następnie redaktorem tygodnika „Za i przeciw”. W latach 1982–1989 pełnił funkcję sędziego Trybunału Stanu. W 1988 otrzymał nagrodę miasta Warszawy. W latach 1988–1990 zasiadał w Radzie Ochrony Pamięci Walk i Męczeństwa.
Został pochowany na cmentarzu Powązkowskim w Warszawie (kwatera pod murem IV-136/137).

## Wybrana twórczość literacka
- Czas przeszły dokonany
- Husaria pod Kircholmem 1605
- Korona pod gilotyną
- Pod Cecorą i Chocimiem 1620–1621
- Polacy w bitwie o Narwik 1940
- Saga Brygady Podhalańskiej, Wydawnictwo MON, Warszawa 1987, wyd. III, ISBN 83-11-07366-X
- Trzy korony
- Upadek Marianny
- Z walk Samodzielnej Brygady Strzelców Podhalańskich. Narwik 1940
- Żelazny Książę

## Odznaczenie
- Krzyż Czynu Bojowego Polskich Sił Zbrojnych na Zachodzie (1989)[3]